# Montalcino
Montalcino é uma comuna italiana da região da Toscana, província de Siena, com cerca de 5.115 habitantes. Estende-se por uma área de 243 km², tendo uma densidade populacional de 21 hab/km². Faz fronteira com Buonconvento, Castel del Piano (GR), Castiglione d'Orcia, Cinigiano (GR), Civitella Paganico (GR), Murlo, San Giovanni d'Asso, San Quirico d'Orcia.

## Demografia
| Variação demográfica do município entre 1861 e 2011                               |
|                                                                                   |
| Fonte: Istituto Nazionale di Statistica (ISTAT) - Elaboração gráfica da Wikipedia |